# NGC 7551
NGC 7551 é uma galáxia espiral (S) localizada na direcção da constelação de Pegasus. Possui uma declinação de +15° 56' 27" e uma ascensão recta de 23 horas, 15 minutos e 22,0 segundos.
A galáxia NGC 7551 foi descoberta em 3 de Novembro de 1864 por Albert Marth.